# Free Your Mind (album Cut Copy)
Free Your Mind è un album in studio del gruppo musicale australiano Cut Copy, pubblicato nel 2013.

## Tracce
1. (Intro) – 0:20 (Dan Whitford)
2. Free Your Mind – 4:57 (Whitford, Tim Hoey, Mitchell Scott, Ben Browning)
3. We Are Explorers – 4:18 (Whitford, Hoey, Scott)
4. Let Me Show You Love – 5:56 (Whitford, Hoey, Scott, Andy Williams, Carl Thomas, Russ Morgan, Paul Roberts, Jon Kingsley Hall, George Stewart, Nicholas Whitecross)
5. (into the desert) – 1:28 (Whitford)
6. Footsteps – 4:42 (Whitford)
7. In Memory Capsule – 4:40 (Whitford, Hoey, Scott, Browning)
8. (above the city) – 0:32 (Whitford)
9. Dark Corners & Mountain Tops – 5:07 (Whitford, Hoey, Scott, Browning)
10. Meet Me in a House of Love – 6:09 (Whitford, Hoey, Scott, Browning)
11. Take Me Higher – 5:52 (Whitford, Hoey, Scott, Browning)
12. (the waves) – 0:45 (Whitford)
13. Walking in the Sky – 3:31 (Whitford, Hoey, Scott, Browning)
14. Mantra – 2:15 (Whitford)

## Formazione
- Dan Whitford – artwork, design, produzione
- Vika Bull – voce secondaria (2, 4, 7, 10, 11)
- Andrew Everding – assistente al missaggio
- Dave Fridmann – produttore addizionale, missaggio
- Michael Fridmann – assistente al missaggio
- Julian Hamilton – arrangiamenti (2, 3, 7, 10)
- Benny Harwood – pedali, equipaggiamenti (2, 3, 7, 9, 10, 13, 14)

- Anna Laverty – registrazione (2, 4, 7, 10, 11, 13)
- Mike Marsh – masterizzazione
- Matt Neighbor – assistente alla registrazione (2, 4, 7, 10, 11, 13)
- Rene Vaile – copertina
- Mirko Vogel – recording (2, 3, 7, 9, 10, 13, 14)
- Wizard – assistente alla registrazione

## Classifiche
| Classifica                         | Posizione migliore |
| ---------------------------------- | ------------------ |
| Top Electronic Albums              | 6                  |
| Billboard 200                      | 98                 |
| Top Electronic Albums              | 6                  |
| Top Modern Rock/Alternative Albums | 17                 |